# Wolfgang Capito

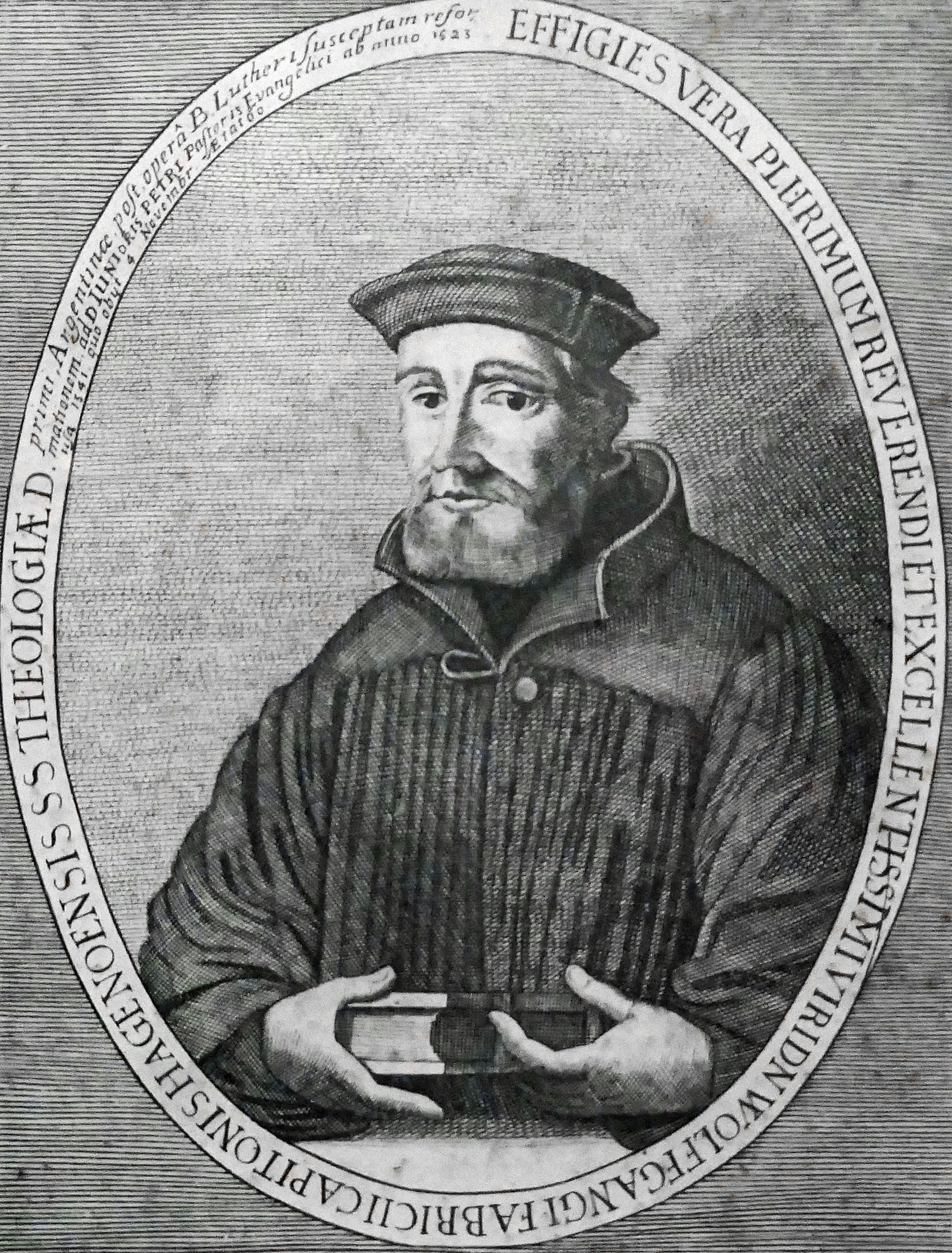
Wolfgang Capito

Wolfgang Koepfel (* 1478 in Hagenau; † 4. November 1541 in Straßburg; auch Wolfgang Fabricius Köpfle), bekannt als Wolfgang Fabricius Capito, war ein bedeutender Reformator in Straßburg.

## Leben und Wirken
Wolfgang Köpfle wurde 1478 in Hagenau im Elsass als Sohn des angesehenen Schmiedemeisters Johann Köpfle geboren. Später latinisierte er seinen Namen zu Wolfgang Capito mit dem Beinamen Fabricius, nach dem Beruf seines Vaters. Erste Ausbildung erhielt er in seiner Heimatstadt und später an der Lateinschule von Pforzheim. Danach studierte er an der Universität Ingolstadt, wo er 1501 den Baccalaureus Artium erwarb. 1504 war er an der Universität Heidelberg eingeschrieben. 1511 schloss er an der Universität in Freiburg im Breisgau mit dem Licentiat und 1515 mit dem Doktor der Theologie ab. Aus seiner Freiburger Zeit sind ihm einige Bekannte geblieben, die sich zum Teil zeitgleich an der Universität aufgehalten hatten. Er machte Bekanntschaft mit dem Humanisten Jakob Wimpfeling, dem Juristen Ulrich Zasius und dem Theologen Gregor Reisch. Er lernte hier auch Matthäus Zell und Jakob Sturm, seine späteren Mitkämpfer in Straßburg, wie vermutlich auch Thomas Murner, seinen späteren Gegner, kennen.
Im Jahr 1512 wurde er vom Bischof von Speyer als Stiftsprediger an den Kanonikerstift von Bruchsal berufen. In dieser Zeit lernte er Hebräisch und machte die Bekanntschaft mit Konrad Pellikan und Johannes Oekolampad. 1515 wurde er als Münsterprediger nach Basel berufen. Mit diesem Amt war er automatisch in die theologische Fakultät der Universität Basel eingebunden und wirkte als Theologe und Hebraist. Im Jahr 1517 war er Rektor der Universität. Er verkehrte im Kreis um Erasmus von Rotterdam und trat unter anderen mit Martin Luther (ab 1518) und Ulrich Zwingli (ab 1520) in Briefkontakt. Seine Predigten über den Römerbrief sollen großen Zulauf erfahren haben.
Auf Empfehlung von Erasmus und Ulrich von Hutten wurde er 1520 als Domprediger an den Mainzer Dom berufen. Als Berater des Erzbischofs Albrecht von Mainz versuchte Capito mäßigend in den sich anbahnenden Streit zwischen den Konfessionen einzuwirken und als kurfürstlicher Kanzler einen Ausgleich mit Luther zu erreichen. 1521 begleitete er Albrecht auf den Reichstag zu Worms und sprach sich für Luther aus. Seine Vermittlertätigkeit löste jedoch Irritationen aus, die er im März 1522 bei einem Besuch Luthers in Wittenberg auszuräumen versuchte. Seine Rolle als verdeckter Anhänger der lutherischen Bewegung ließ sein Leben in der altgläubigen Hochburg Mainz gefährlich werden, sodass sich Capito 1523 nach Straßburg zurückzog.

### Reformation in Straßburg
Im März 1523 kehrte Capito nach Straßburg zurück und übernahm als Pfrundinhaber die Stelle als Propst des Thomasstifts. Vorerst war seine Stellung zugleich von den Papisten wie von den Lutheranern angefochten. Erst nach einem Gespräch mit dem evangelisch gesinnten Münsterprediger Matthäus Zell im Sommer 1523 schien er sich endgültig für die reformatorische Seite entschieden zu haben. In einer Entschuldigung versuchte er seine Haltung vor dem Bischof zu rechtfertigen. Im gleichen Jahr kaufte er sich als Bürger in der Stadt ein und fing an der Jung-Sankt-Peterkirche an zu predigen. In einem erneuten Schreiben an den Bischof setzte er sich für die sieben verheirateten und vom Bischof exkommunizierten Prediger ein (Appellation der Eelichen Priester 1524). Capito beteiligte sich an den Vorlesungen, die im Barfüßerkloster durchgeführt wurden, mit der Auslegung des Alten Testaments und wurde neben Matthäus Zell, Kaspar Hedio und Martin Bucer zu einer der wichtigen Gestalten der frühen Reformation in Straßburg. Als es im Sommer 1524 zu einer Auseinandersetzung mit dem Augustiner-Provincial Konrad Treger kam, war Capito einer der führenden Exponenten der neugläubigen Seite. Da es zu keiner eigentlichen Disputation kam, veröffentlichte Capito mehrere Kampfschriften gegen Treger (Tregerhandel). Immer wieder kam auch seine vermittelnde Seite zum Ausdruck. So versuchte er während des Bauernkriegs zusammen mit Bucer und Zell in Altdorf die Bauern zu Mäßigung und Geduld aufzurufen. Auch im Abendmahlsstreit, wie er in der Auseinandersetzung zwischen Luther und Andreas Bodenstein zum Ausdruck kam, bemühte er sich um Vermittlung. Von 1525 bis 1529 versuchte Capito zusammen mit den anderen evangelischen Predigern die Straßburger Obrigkeit von der Abschaffung der Messe zu überzeugen.
Im Jahr 1526 war es zwischen Bucer und Capito zu einer gewissen Entfremdung gekommen, als dieser sich in der Haltung zu den Täufern in den Augen Bucers als zu nachgiebig verhielt. Capito stellte sich zwar nicht gegen die Kindertaufe, konnte sich jedoch andere Formen der Taufe vorstellen. Zudem kam seine Toleranz gegen die Täufer in der Aufnahme verschiedener Anhänger der radikalen Reformatoren zum Ausdruck. So beherbergte er in seinem Haus unter anderem die Dissidenten Ludwig Hätzer, Andreas Cellarius, Kaspar Schwenckfeld und Michael Servetus. Als der spätere Täufermärtyrer Michael Sattler gefangen genommen wurde, setzte Capito sich vergebens für dessen Freilassung ein.

### Kirchenpolitik
Capito war Mitverfasser der Confessio Tetrapolitana, beteiligte sich an der Wittenberger Konkordie, nahm an der Berner Disputation von 1528 teil und war Mitverfasser des Berner Synodus von 1532. Er war auf dem Hagenauer Religionsgespräch (1540), dem Wormser Religionsgespräch (1541) sowie dem Reichstag in Regensburg (1541). Bei gelegentlichen Auseinandersetzungen mit den Täufern zeigte er sich oft nachgiebig, trat aber 1534 entschiedener gegen diese auf.

### Heiratspolitik
Nachdem Capito endgültig mit der katholischen Kirche gebrochen hatte und reformatorischer Prediger an der Jung-Sankt-Peter-Kirche geworden war, heiratete er im August 1524 Agnes Röttel, die Tochter eines Straßburger Ratsherrn, und machte so seine neugläubige Position für alle sichtbar. Bucer, der sehr auf eine Verheiratung drängte, hatte ihm Odilia von Utenheim, die spätere Gattin von Cellarius, als Ehefrau vorgeschlagen. Mit Agnes hatte Capito mehrere Kinder.
Als seine erste Ehefrau 1531 an der Pest starb, drängte Bucer auf eine baldige Neuvermählung. In Betracht kam die Schwester der Konstanzer Reformatoren Margarete Blarer. Capito selbst hatte ein Auge auf Sabina Bader, die Witwe des Augsburger Täufermärtyrers Augustin Bader, geworfen. Im gleichen Jahr wie Capito Witwer geworden war, starb in Basel der Reformator Johannes Oekolampad. Ökolampad hinterließ seine Ehefrau und vier unmündige Kinder. Bereits fünf Monate später vermählte sich der über fünfzigjährige Capito mit der zwanzig Jahre jüngeren zweifachen Witwe Wibrandis Rosenblatt. Sie gebar ihrem dritten Ehemann fünf weitere Kinder.
Als Straßburg 1541 von einer erneuten Pestwelle ergriffen wurde, starben drei ihrer Kinder und am 4. November auch ihr Ehemann Wolfgang Capito. So heiratete sie nach fünf Monaten zum vierten Mal den gemeinsamen Freund Martin Bucer.

## Werke
- Hebraicarvm Institvtionvm Libri Duo, Basel 1518, 1525 Digitalisat (hebräische Grammatik)
- Ad reverendissimum atque illustrissimum principem, D. Albertum Archiepiscopum Moguntinum, Basel 1519 Digitalisat
- Divi Io. Chrysostomi Homilia, De Eo Quod Dixit Apostolus, Utinam Tolerassetis Paululum Quiddam Insipientiae Meae, Basel 1519. Digitalisat
- Entschuldigung warumb er Burger worden, Straßburg 1523 Digitalisat
- Appellation der eelichen Priester, von der vermaynten Excommunication, des Bischoffen zu Strassburg, Straßburg 1524
  - Appellatio sacerdotum maritorum urbis Argentinae adversus excommunicationem episcopi, Straßburg 1524
- Verwarnung der diener des wortes, und der brüder zu Strassburg an die brüder von Landen und Stetten gemeiner Eidgenossschafft. Wider die Gotslesterige Disputation bruder Conradts Augustiner. Straßburg 1524
- Antwurt D. Wolffgang Fab. Capitons auff Bruder Conradts Augustiner ordens Provincials Conrad Treger vermanung, so er an gemein Eidgnoschafft jüngst geschriben hat. Straßburg 1524 Volltext in der Google-Buchsuche
- Daß die Pfafheit schuldig sey burgerlichen Eyd zu thun on Verletzung ihrer Eeren , Straßburg 1524 Volltext in der Google-Buchsuche
- Was man halten soll von der Spaltung zwischen Martin Luther unnd A. Carolstadt, Straßburg 1524 Volltext in der Google-Buchsuche
- Doctor Capito, Mathis Zellen unnd ander Predicanten zu Straßburg warhafftige Verantwortung, Strassburg 1526 Digitalisat
- Epistola ad Huldericum Zuinglium, Straßburg 1526 Digitalisat
- An gemeinde stend, jetzund zu Speier versamlet, ohne Ortsangabe 1526
- Hosea, der Prophet…verteutscht, Straßburg 1527
- Kinder bericht und fragstuck von gemeynen puncten Christlichs glaubens, Basel 1527 Digitalisat
- In Habakuk Prophetam V, Straßburg 1526 Digitalisat
- Berner Synodus. Ordnung wie sich pfarrer und prediger...halten söllen, Basel 1532
- Ein wunderbar Geschicht … so sich an ein Widertäuffer genannt Claus frey zutragen, Straßburg 1534 Digitalisat

## Gedenktag
21. November im Evangelischen Namenkalender.

### Nachschlagewerke
- Friedrich Wilhelm Bautz: Capito, Wolfgang. In: Biographisch-Bibliographisches Kirchenlexikon (BBKL). Band 1, Bautz, Hamm 1975. 2., unveränderte Auflage. Hamm 1990, ISBN 3-88309-013-1, Sp. 921–923 (Artikel/Artikelanfang im Internet-Archive).
- Heinrich Grimm: Capito, Wolfgang. In: Neue Deutsche Biographie (NDB). Band 3, Duncker & Humblot, Berlin 1957, ISBN 3-428-00184-2, S. 132 f. (Digitalisat).
- Johann Jakob Herzog: Capito, Wolfgang. In: Allgemeine Deutsche Biographie (ADB). Band 3, Duncker & Humblot, Leipzig 1876, S. 772–775.
- Marc Lienhard: Capito, Wolfgang. In: Mennonitisches Lexikon. Band 5 (MennLex 5).
- Marc Lienhard: Capito, Wolfgang. In: Theologische Realenzyklopädie (TRE). Band 7, de Gruyter, Berlin / New York 1981, ISBN 3-11-008192-X, S. 636–640.
- Samuel Lutz: Capito, Wolfgang. In: Historisches Lexikon der Schweiz.